# سيبتيموس سيفيروس

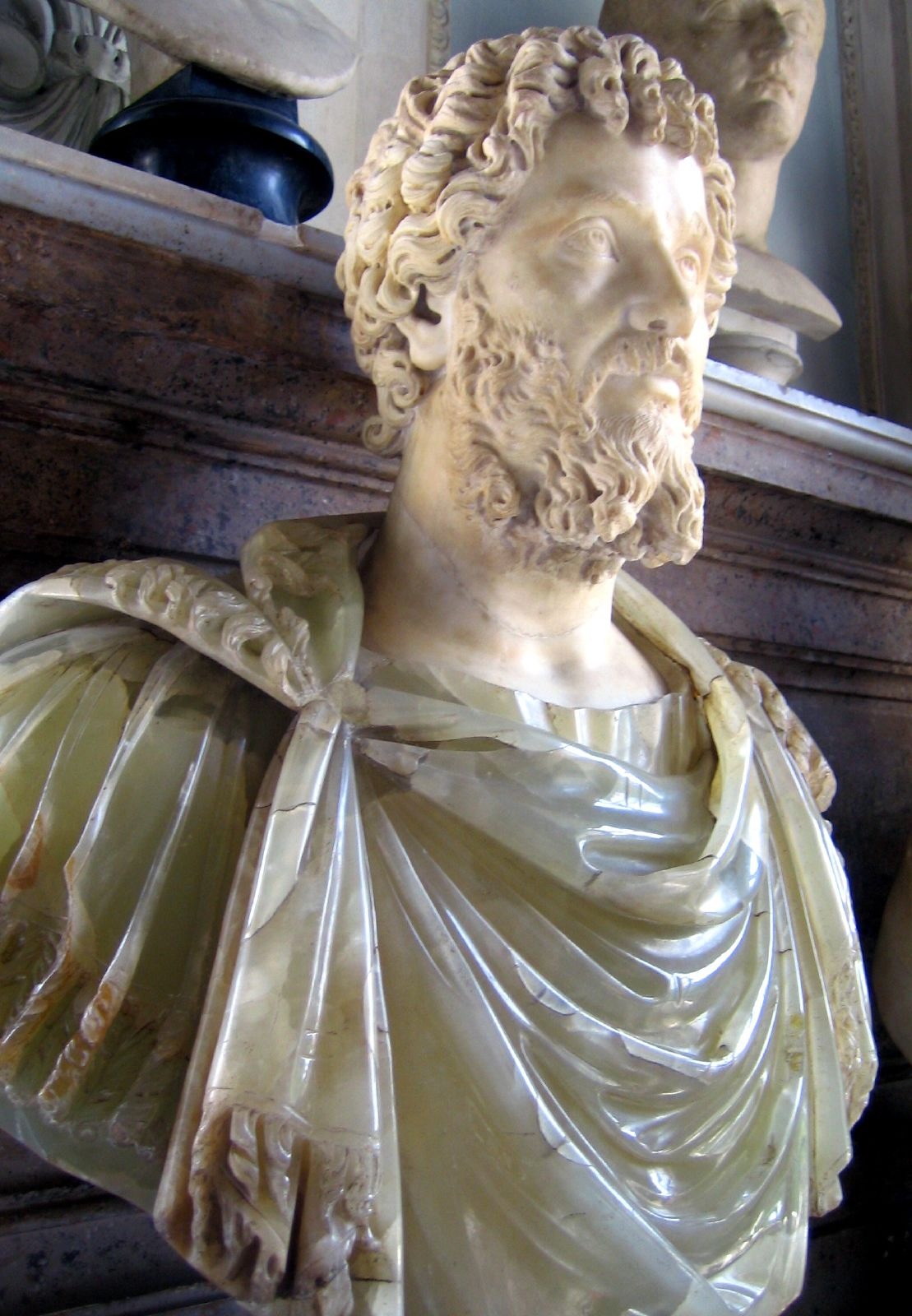
تمثال نصفي لسيبتموس من الرخام في متحف الكابيتولين في روما

 الإمبراطور لوشيوس سيبتموس سيفيروس (بالإنجليزية: Lucius Septimius Severus) أو «سيفروس الأول»، وهو لوسيوس سيبتيموس سيفيروس أوغسطس. (11 أبريل 145 - 4 فبراير 211)، الإمبراطور الروماني الحادي والعشرون (193-211) ولد بمدينة لبدة الكبرى عاصمة إقليم طرابلس آنذاك (إحدى مدن غرب ليبيا حالياً) الذي كان يعد وقتها من ضمن بمقاطعة أفريكا الرومانية، في عام 193 خلال السنة التي عُرفت باسم سنة الأباطرة الخمسة.
ترقى في هرم المناصب الروماني تحت حكم الأباطرة ماركوس أوريليوس وكومودوس. ووصل إلى السلطة بعد وفاة الإمبراطور برتيناكس.

## حياته
ولد في 11 أبريل من عام 145 بمدينة لبدة الكبرى (بليبيا الحالية) لعائلة عريقة كانت من طبقة الإكواتيس وهي من أرقى الطبقات في وقتها لأب من أصول بونيقي- واسمه بوبليوس سيبتيموس جيتا وجده لوسيوس سيبتيموس سيفيروس ، وأم ليبية لها أصول إيطالية من أسرة«فولفي» الشهيرة. وكان أحد أقاربه مسؤولاً في الولاية الرومانية قد ساعده في دخول المجلس الروماني كسناتور وكمؤيد للإمبراطور ماركوس أوريليوس، وكان يتحدث عدة لغات بينها البونيقية اللغة السائدة في الإقليم وقتها ، إضافة للغتين اللاتينية والإغريقية اللتين كان يتحدثهما بلهجة مغايرة.
درس البلاغة والقانون والآداب والفلسفة في أثينا وفي روما، ثم اشتغل بالمحاماة في روما. لم تكن حياة سيبتموس تخلو من الحركة والتنقل من منصب إلى آخر، فقد تولّى ولاية جنوب إسبانيا ثم عاد إلى أفريقيا كممثل للإمبراطور ثم كممثل عن العامة (غير النبلاء) في مجلس الشيوخ بروما ، حتى أصبح في عام 173 عضوا في مجلس الشيوخ الروماني بدعم من الإمبراطور (ماركوس أوريليوس).

## زيجاته
في عام 175 تزوج من «باشيا مارشيانا» المولودة في لبدة الكبرى، ودام زواجهما أكثر من عشر سنوات. توفيت مارشيانا لأسباب طبيعية حوالي 186. انتعشت حياة سفيروس مع صعوده الوظيفي وخاصة بعد انتقال الحكم من الإمبراطور ماركوس أوريليوس إلى كومودوس فتولى العديد من المناصب الرفيعة كنائب قنصل ثم عمل في سوريا كقائد ثم حاكم لمنطقة الغال (فرنسا الحالية) وصقلية والنمسا والمجر. نظراً لكونه لما ينجب أطفال من زوجته الراحلة فقد بدأت تعرض عليه نساء للزواج، وفي فترة حكمه لبلاد الغال وفي سنة 187 تذُكر Historia Augusta وهي مجموعة سير حول تاريخ الأباطرة الرومان أنه سمع أن امرأة من أصل سوري اسمها جوليا دومنا من أسرة «شميس» وهي عائلة مالكة في ولاية سوريا الرومانية تم التنبؤ لها بأنها سوف تتزوج من ملك. وبالتالي سعى سيفيروس بالزواج منها في 187. ورزقا بابنين الأول لوشيوس سبتيموس باسيانوس (لاحقا سُمي باسم كاراكلا وولد في أبريل 188) وبوبليوس سبتيموس غيتا (ولد في 7 مارس 189).

## تنصيبه كإمبراطور

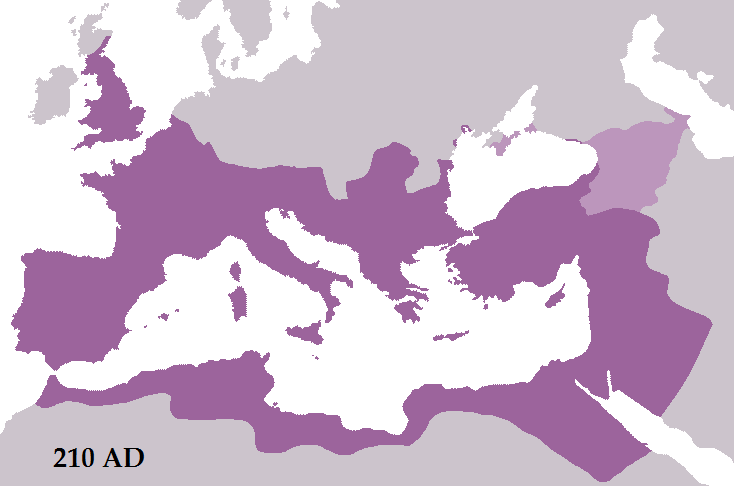
الامبراطورية الرومانية في عهد سبتميوس سيفريوس و أقصى توسع لها كان في عهده 210

انتقل ليكون قائداً عاما للقوّات الرومانية في (بانونيا)، وفي ذلك الوقت قام الحرس الإمبراطوري (البريتوري) بانتفاضة ضد الإمبراطور (برتناكس) واغتياله في 28 مارس 193، وأعلن الحرس أن التاج سيكون من نصيب الذي سوف يمنحهم أكبر عطاء، وتقدم بعض القادة بعروضهم من العطاء للجنود وعرض عليهم أن يقدم لكل جندي مبلغ قدره (12000) دراخمة حين يجلس على العرش، وخرق العرف الروماني ودخل في أبريل 193 بقواته العسكرية روما، رغم أنه لبس ثيابه المدنية، حينذاك أعلن مجلس الشيوخ تسميته «إمبراطورا».
تم تنصيب سبتيموس كإمبراطور لروما في 9 أبريل 193، واضطر عندئذ لخوض المعارك ضد منافسيه، قاد الإمبراطور سيبتموس الجيش الروماني في منطقة نهري الراين والدانوب ولكن ولاء حاكم بريطانيا الروماني كلوديوس ألبينوس كان محل شك من الإمبراطور فأرسل له مبعوثا وعرض عليه لقب القيصر الذي قبله، في هذه الأثناء حصلت الحرب الأهلية الرومانية بعد ادعاء دسديوس جوليانوس في روما خلافة الإمبراطور المغتال بدعم من الحرس الإمبراطوري في روما ولكن سلطة جوليلنوس لم تتجاوز حدود إيطاليا، وكان وجدد أكثر من مدعي لمنصب الإمبراطور يشكل خطر على الإمبراطورية الرومانية كما كان يعنقد سيبتموس، ولذا عمل على وجود سلطة حاكمة واحدة مقبولة في روماولذا أمر قواته بالتوجه إلى المدينة، ولم يواجه أي مقاومة في تقدمه إلى شمال إيطاليا وهزم مؤيدي جوليانوس في بداية يونيو حين وصل إلى انترامنة 50 ميل شمال روما، وتحول ولاء الحرس الإمبراطوري إلى سيفروس وتم إعلان ديدوس جوليانوس كعدو للشعب وقتل، ودخل سيفروس روما بدون قتال.

## الحرب الأهلية
طمع عاملٌ رومي في القيصرية وهو بيشينيوس نيجر حاكم سورية واستولى على ولايات المشرق واتخذ من بيزنطة معسكراً له ضد جيش المغرب بقيادة ساويرس، وبما أن نيجر لم يتقدم بجيشه ناحية أوروبا فتقهقر إلى ناحية أرمينية في أواخر ديسمبر 193م، وفر في بداية يناير 194 إلى الجنوب ووقعت آسية وبيثنية (إيران) تحت سلطان ساويرس، وفي نهاية فصل الربيع هزم نيجر هزيمة نكراء وقتلة. ومن ثم حاصر بيزنطة وكانت ممتنعة وأسوارها محكمة فأرسل رأس نيجر إلى المدينة لدفع سكانها المحاصرين إلى اليأس ولكن دون فائدة، فلقد بقت المدينة مقاومة لمدة سنة كاملة مما دفع ساويرس إلى دك أسوارها عقاباً لهم.

## أعماله
بعد توليه مقاليد الحكم قام ببذل الجهود الكبيرة في سبيل الإصلاح وتحسين أوضاع الجيش والقضاة وإزالة مساوئ الفتن الأهلية، ووجه العناية إلى الولايات فأقام فيها كثيراً من المنشآت والأبنية العامة والحمامات وسواها. وجعل الخدمة العسكرية إجبارية على كل الولايات عدا أهل إيطاليا، ثم قام بحلِّ الجيش الإمبراطوري وأحدث حرسا جديداً أعضائه من سائر الولايات بعد أن كان هذا الحرس إيطاليّاً فقط.
كان لا يشبع من أكاليل الغار، ثماني عشرة سنة وهو في حروب مستمرة وسريعة، زاد عدد الجيش، ورفع رواتب الجند، وقاتل منافسيه، وقضى على الفتن، وقاتل لاسترداد مناطق قديمة، وضم مناطق جديدة للإمبراطورية، دك بيزنطية بعد حصار دام أربعة سنوات، وغزا بارثيا (فارس) واستولى على (طشقونة) وضم (بلاد النهرين) لهذه الإمبراطورية، لقد أعاد لعرش روما مكانته، وخلص الإمبراطورية من تركة فساد متراكم من استبداد (كاليجولا) وبلاهة كلوديوس وجنون نيرون وطغيان أنطونيوس.
كان دائما ضد المسيحية، بل أنه أصدر قرارا بإنشاء تمثال له وإجبار المواطنين السجود للتمثال ومن لم يفعل ذلك يلقى أشد العذاب؛ حرق الكتب المقدسة وهدم الكنائس وقتل العديد من أتباع المسيحية.

## اهتمامه بمسقط رأسه

قوس النصر في مدخل مدينة لبدة الكبرى

أعتنى بمسقط رأسه لبدة الكبرى وهي قصبة ليبية، بينما كان جنوب ليبية مضطرباً؛ فهي معرضة لغزوات البدو لذلك، أعتنى أشد العناية بمزارعها وأسواقها. وكانت ليبية تسمى بمخزن الغلال في المشرق وكانت محط القوافل والتجارات الكثيرة وتصل بين مصر والمغرب وبين الجنوب. كما وعَمَّرَها؛ عَبَّدْ الطرق وأقام الحمامات العمامة والأسواق والمسارح.

### احتفاء ليبيا به
وضع تمثاله في أهم ساحات طرابلس العاصمة الليبية، وتم لاحقا نقل التمثال إلى متحف لبدة بمدينة الخُمس.
رغم شيخوخته وكبر سنة وإصابته بداء النقرس إلا إن ذلك لم يقعده عن تحقيق انتصارات وتسجيل اسمه في صفحات التاريخ، وهو بهذه الحالة قد وصل إلى (كلدونيا) وانتصر على الإسكتلنديين في عدة وقائع، ثم عاد إلى (بريطانيا). وهناك عندما وصل إلى (يورك) سنة 211 م كان على موعد مع الموت. قال وهو يلفظ أنفاسه الأخيرة: " لقد نلت كل شيء، ولكن ما نلته لا قيمة له، وكانت آخر وصاياه (الحفاظ على الأسرة الإمبراطورية والعمل على استرضاء الجيش).

## روابط خارجية
- سيبتيموس سيفيروس على موقع الموسوعة البريطانية (الإنجليزية)
- سيبتيموس سيفيروس على موقع إن إن دي بي (الإنجليزية)